# アーメド・ベスト
アーメド・ベスト（Ahmed Best、1973年8月19日 - ）は、アメリカ合衆国の声優。『スター・ウォーズ・シリーズ』新3部作に登場するジャー・ジャー・ビンクス役で知られる。

## 来歴
アーメドはブロードウェイを中心に活動するダンス・グループ『ストンプ』の中心メンバーだった。『スター・ウォーズ エピソード1/ファントム・メナス』のキャスティング・ディレクターのロビン・ガーランドがアーメドの舞台での躍動感ある動きにほれ込み、彼を抜擢したのである。
その後2023年、Disney+のオリジナルドラマシリーズ『マンダロリアン (テレビドラマ)』シーズン3で、ジェダイの騎士の一員としてスター・ウォーズシリーズの実写作品への素顔での出演を果たした。

## 声の出演
- スター・ウォーズ エピソード1/ファントム・メナス Star Wars Episode I: The Phantom Menace (1999) - ジャー・ジャー・ビンクス
- スター・ウォーズ エピソード2/クローンの攻撃 Star Wars Episode II: Attack of the Clones (2002) - ジャー・ジャー・ビンクス
- スター・ウォーズ エピソード3/シスの復讐 Star Wars Episode III: Revenge of the Sith (2005) - ジャー・ジャー・ビンクス
- アミテージ・ザ・サード DUAL-MATRIX Armitage: Dual-Matrix (2001) - Mouse
- Robot Chicken: Star Wars (2007) - ジャー・ジャー・ビンクス
- Robot Chicken: Star Wars Episode II (2008) - ジャー・ジャー・ビンクス
- スター・ウォーズ/クローン・ウォーズ（テレビシリーズ） Star Wars: The Clone Wars (2008-2020) - ジャー・ジャー・ビンクス（シーズン1第12話・第17話・第18話を除く）
- Lego Star Wars: The Complete Saga (2007) - ジャー・ジャー・ビンクス
- 愛する人 Mother and Child (2009)

## 出演
- マンダロリアン (テレビドラマ) The Mandalorian シーズン3 第4話「チャプター20:孤児」 - カレラン・ベク

## カメオ出演
- ザム・ウェセルが逃げ込んだアウトランダー・ナイトクラブの客役で、『スター・ウォーズ エピソード2/クローンの攻撃』にカメオ出演をしている。役名は「アチク・メドベク」。 アンソニー・ダニエルズが演じるコレリア出身の詐欺師「ダニル・フェイトーニ」の友人で、野心家のアイデアマンという設定がされている[4]。